# Marie Denis
Cet article concerne l'écrivaine et féministe belge. Pour l'artiste française, voir Marie Denis (artiste).
Marie Denis, née Éliane Stas de Richelle à Liège le 4 décembre 1920 et décédée à Ixelles le 30 juillet 2006, est une écrivaine et féministe belge.

## Biographie
Ayant épousé en 1942 Albert Meeùs, magistrat belge, elle s'implique avec lui dans le mouvement catholique des Équipes Notre-Dame, dont ils deviendront les responsables en Belgique mais démissionneront au début des années 60. Après avoir mis au monde et élevé six enfants, Marie Denis a publié un premier roman en 1961, Des jours trop longs. Voulant rendre le vécu féminin ambivalent d'une grossesse, par opposition aux injonctions natalistes au "bonheur évident" de la maternité, ce livre a connu un certain succès par les débats qu'il a suscités dans des magazines féminins, familiaux, etc. Elle a obtenu le prix Victor-Rossel en 1967 pour son deuxième roman, L'Odeur du père, dont un extrait a été publié dans Les Temps Modernes par Simone de Beauvoir, avec qui elle a entretenu une correspondance suivie. Un portrait sans concession mais sans ressentiment d'un père égaré dans les apparences. Dans le récit Célébration des grands-mères, publié en 1969, elle retrace son enfance ballottée entre ses familles paternelle (de petite aristocratie gantoise) et maternelle (haute bourgeoisie liégeoise) qui la prenaient alternativement en charge avec ses frère et sœur cadets.
Appelée à siéger en 1966 au Conseil national des femmes belges, elle va s'intéresser naturellement aux problèmes vécus par les femmes (c'est notamment l'année de la Grève des femmes de la FN Herstal), dont plus spécifiquement les veuves.
Elle a été au comité de rédaction du recueil littéraire trimestriel Audace. Devenant journaliste, elle a partagé avec Françoise Collin la responsabilité des pages culturelles de l'hebdomadaire La Relève (1965-1970), où elles créent en 1970 une rubrique "Femmes". Elles y évoquent notamment les livres récents de Betty Friedan puis de Germaine Greer, etc., affrontant ainsi un comité de rédaction essentiellement masculin. De cette période date leur amitié et leur engagement commun pour le féminisme. Marie Denis produit également des articles pour La Revue Nouvelle, le Ligueur (journal de la Ligue des Familles en Belgique), etc. Elle a par ailleurs fait partie jusque dans les années 2000 du comité de direction de La Revue nouvelle.
Elle a joué un rôle actif dans ce qu'on a appelé la deuxième vague du féminisme en Belgique. Elle crée en 1972 Le Petit Livre Rouge des Femmes,, avec Jeanne Vercheval et Suzanne Van Rokeghem. Elle avait été à l'initiative d'un groupe de travail, en juillet 1971, rassemblant des représentantes des Dolle Minas de Gand et des Marie Mineur de La Louvière ainsi que de plusieurs féministes de Bruxelles. Un important recueil de témoignages du vécu des femmes avait été ainsi effectué, qui sera remis en forme et finalisé par Marie Denis avec ses deux aidantes.
Elle a été l’une des fondatrices de la Maison des femmes à Bruxelles et l’une des initiatrices des Journées des femmes (organisées à Bruxelles, le 11 novembre 1972 et les années suivantes). Cofondatrice du magazine Voyelles, elle a fait partie du comité de rédaction des Cahiers du Grif .
Après une intense activité militante de dix années, Marie Denis a publié encore Dis Marie, c'était comment rue du Méridien 79 ? en 1980 et Le Retour des choses en 1985, puis Le Féminisme est dans la rue avec Suzanne Van Rokeghem en 1992. Elle a aussi prononcé de nombreuses conférences en Belgique, au Québec, etc. Elle a notamment travaillé sur Simone de Beauvoir, Suzanne Lilar, Luce Irigaray...
En 1995, plusieurs de ses articles de La Revue Nouvelle sont repris dans un recueil, La Rose des Vents, titre de la rubrique où ils avaient paru. Le choix est fait par elle de ses articles plus littéraires que militants, consacrés à la vie comme elle vient.
Elle a reçu en 1998 le prix Félix Denayer pour l'ensemble de son œuvre et le prix Scriptores Christiani pour La Célébration des grands-mères, publiée en 1969 et rééditée en 1997.
Ses petites-filles Catherine et Éléonore Meeùs ont écrit avec Stéphanie Van Vyve une pièce de théâtre, Des jours trop longs, inspirée du roman éponyme et créée, dans une mise en scène de Cécile Van Snick, par Éléonore Meeùs et Stéphanie Van Vyve au Festival de Spa le 10 août 2012.

## Publications
- Connaître la vie : Choix de textes français commentés à l’usage des étudiantes des classes inférieures de l’enseignement secondaire [sous le nom d’Éliane Meeùs], anthologie, Éditions universitaires, Bruxelles, 1960, 222 p. Illustrations de Xavier de Callataÿ.
- Des jours trop longs, roman, Éditions universitaires, Paris, 1961, 167 p.
- L'Odeur du père, roman, prix Victor-Rossel 1967 ; première éd. Robert Morel, Forcalquier, 1972, 130 p.; rééd. Éditions Névrosée, Bruxelles, 2019 (édition revue), 110 p.  (ISBN 978-2-931048-20-7).
- Célébration des grands-mères, Robert Morel, Forcalquier, 1969 ; rééd. Mols, Grâce-Hollogne, 1997 (édition revue), 107 p.,  (ISBN 2-87402-001-X) ; rééd. (en grands caractères) Encre bleue, Villegly, 1998, 140 p.,  (ISBN 2-84379-038-7).
- Flandres, coll. « La Cuisine rustique », Robert Morel, Forcalquier, 1970, 183 p.
- Le Petit Livre rouge des femmes (avec d'autres auteurs), Éditions Vie ouvrière, Bruxelles, 1972, 52 p. En ligne : Le Petit Livre rouge des Femmes.
- Dis Marie, c’était comment rue du Méridien 79 ?, Éditions Voyelles – L’une et l’autre (asbl), Bruxelles, 1980, 205 p.
- Retour des choses (Reine au jardin suivi de L'Odeur du père), Éditions Tierce, Paris, 1985, 101 p.,  (ISBN 2-903144-31-1).
- Une journée à la mer, illustrations de Bruno St-Aubin, Éditions Hurtebise, Quebec, 1991,  (ISBN 2-89045-893-8)
- Le féminisme est dans la rue : Belgique 1970-1975 (avec Suzanne Van Rokeghem), POL-HIS, De Boeck, Bruxelles, 1992, 236 p.,  (ISBN 2-87311-009-0), maintenant disponible en ligne.
- La Rose des vents, Quorum, Ottignies-Louvain-la-Neuve, 1995, 191 p.,  (ISBN 2-930014-47-4).
- Préface à Keetje, roman de Neel Doff, Editions Labor, Bruxelles, 1987, puis 1996.

Les archives de Marie Denis sont déposées au Centre d'archives et de recherches pour l'histoire des femmes (AVG-Carhif).

## Sources
- Sophie Kotányi, Dis-moi Marie, production Marisa Films et C.B.A., Bruxelles, 1985, 29 minutes, couleur.
- Laure de Hesselle, « Marie Denis : sur l'aventure du féminisme à la belge, ses acquis et les combats qui restent encore à mener », Le Soir, 13 mars 1999 ().
- Joëlle Kwaschin, Nécrologie dans La Revue nouvelle, 2006 ().
- Suzanne Van Rokeghem, Jeanne Vercheval-Vervoort & Jacqueline Aubenas, Des femmes dans l’histoire en Belgique, depuis 1830, Éditions Luc Pire, Bruxelles, 2006,  (ISBN 978-2-87415-523-9).
- Claudine Marissal et Éliane Gubin, Jeanne Vercheval : Un engagement social et féministe, Institut pour l'égalité des hommes et des femmes, Bruxelles, 2011 (disponible aussi en fichier PDF).